# John Ker (1er duc de Roxburghe)
James Graham, né vers 1680 et décédé le 27 février 1741, 5e comte de Roxburghe puis 1er duc de Roxburghe, est un aristocrate et homme d'État écossais.

## Biographie

### Famille
Il est le deuxième des trois enfants de Robert Ker (3e comte de Roxburghe) (v. 1658-1682), et de son épouse, Margaret Hay (1658-1753), fille aîné de John Hay, 1er marquis de Tweeddale. À la mort de son frère aîné Robert, en 1696, il lui succède comme cinquième comte de Roxburghe. Il est créé duc en 1707. Il s'agit de la dernière création dans la pairie d'Écosse.
En janvier 1708, il épouse Mary Finch (1677-1718), fille aînée de Daniel Finch, 2e comte de Nottingham, et veuve de William Savile, 2e marquis d'Halifax. Ils n'ont qu'un fils, Robert Ker (2e duc de Roxburghe) (né vers 1709), qui succède à son père dans son titre de marquis.

### Carrière politique
Il sert dans le gouvernemant de John Hay, 2e marquis de Tweeddale, en tant que secrétaire d'État d'Écosse  d'octobre 1704 à juin 1705.
Après la conclusion de l'Acte d'Union, il entre au Conseil privé de Grande-Bretagne en mars 1709. Il est secrétaire d'État pour l'Écosse en 1716. Il est démis de ses fonctions par sir Robert Walpole en 1725, celui-ci usant d'un prétexte pour lui faire payer d'avoir soutenu son adversaire John Carteret. Après cet épisode, il s'éloigne de la vie politique 
Il est fait chevalier de l'ordre de la Jarretière en 1722. En avril 1727, il est l'un des quatre porteurs du cercueil d'Isaac Newton en l'abbaye de Westminster.[réf. nécessaire]
Il est également l'un des premiers gouverneurs du Foundling Hospital.